# カール・ラーナー
カール・ラーナー（ドイツ語: Karl Rahner、1904年3月5日 - 1984年3月30日）は、ドイツ出身のカトリック教会の司祭、イエズス会員、20世紀を代表する神学者の一人。宗教的包括主義を唱えた。

## 経歴
1904年、フライブルクで生まれた。1922年、イエズス会入会。第2バチカン公会議においてイヴ・コンガールらと共に主導的な役割を果たした。
1932年、司祭叙階。1984年3月30日、オーストリアのインスブルックで死去した。

## 受賞
- 1973年：ジークムント・フロイト賞を受賞。

## 思想ならびに業績
カトリック信仰を現代的な感覚で理解し、つねに人間という視点を保持しながら解釈したことで知られる。また、「無名のキリスト者」という概念を用いて、他宗教信者への神の救いの可能性を示唆し、他宗教信者への一定の理解を示した。

## 著作
邦訳出版された著書
- 『現代に生きるキリスト教』小林珍雄訳、エンデルレ書店(ヘルデル文庫) 1965
- 『第二バチカン公会議：あらたな事始め』小林珍雄訳、エンデルレ書店 1966
- 『教会聖職の真義について』小林珍雄訳、エンデルレ書店 1967
- 『この世界を愛する信仰』小林珍雄訳、エンデルレ書店 ヘルデル文庫 1967
- 『第二バチカン公会議公文書解説』ヘルベルト・フォルクリムラ（英語版）共著、小林珍雄訳、エンデルレ書店 1967
- 『カトリック司祭の独身制について』粕谷甲一訳 中央出版社 1968
- 『ラーナー／グァルディーニ（英語版）』(現代キリスト教思想叢書 13)武藤一雄・片柳栄一訳、白水社 1974

「自由としての恩寵(抄)」ラーナー著
- 『人間の未来と神学』稲垣良典訳、中央出版社(サンパウロ社) 1975
- 『キリスト教とは何か：現代カトリック神学基礎論』百瀬文晃訳、エンデルレ書店 1981
- 『めざめて祈れ』初見まり子訳、中央出版社 1982
- 『あなたの兄弟とは誰か』宮沢みどり訳、中央出版社(サンパウロ社) 1985